# Parque estatal de Araguaia

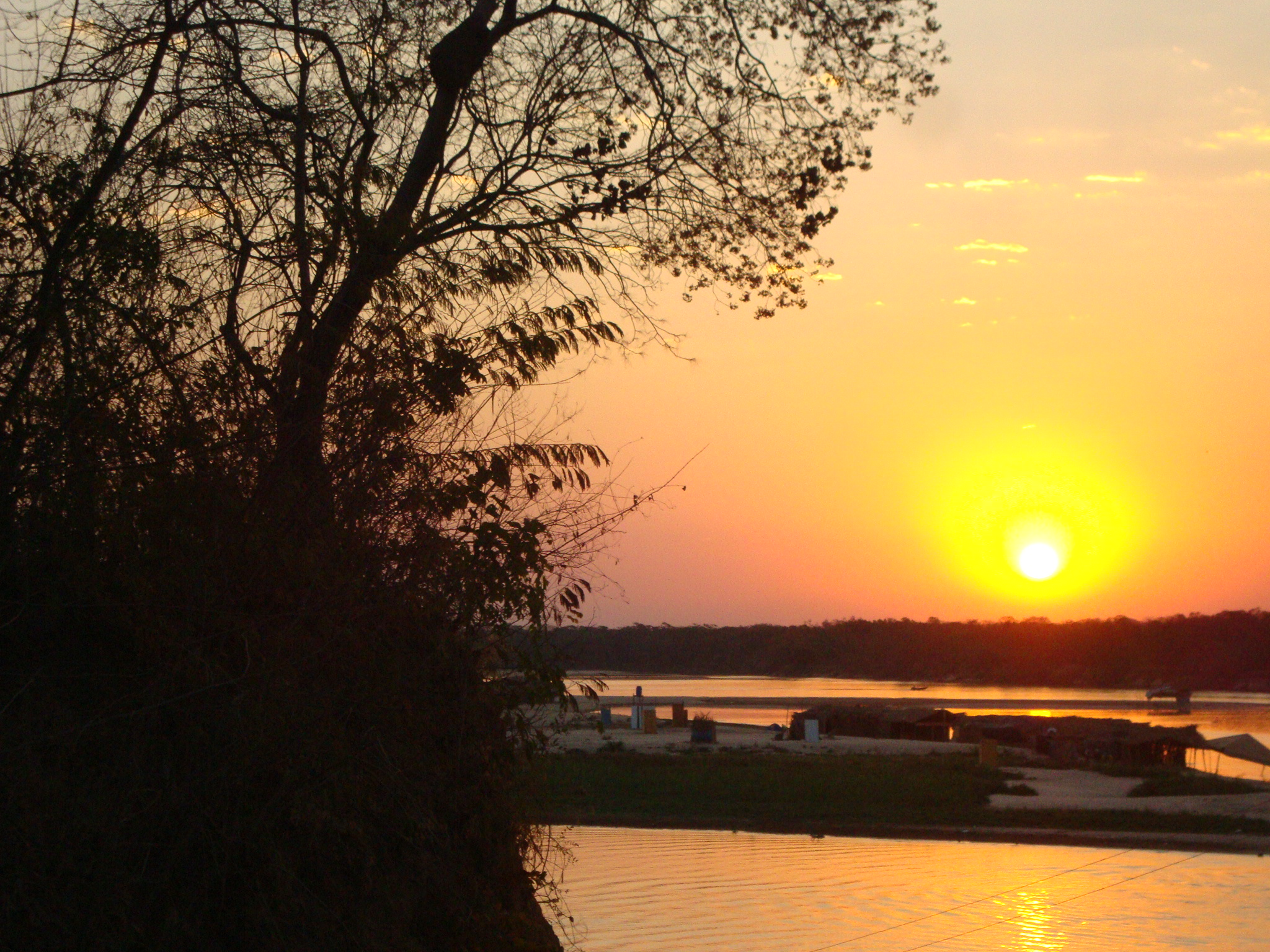
Parque estatal de Araguaia.

El Parque do Araguaia fue creado el 28 de septiembre de 2001, por la Ley 7.517 (enlace roto disponible en Internet Archive; véase el historial, la primera versión y la última).. Está en el municipio de Novo Santo Antônio, estado del Mato Grosso, región centro-oeste de Brasil. Está insertado en la cuenca hidrográfica del río Araguaia, y hace frontera com los municipios de São Félix do Araguaia y Ribeirão Cascalheira y con el estado de Tocantins. Con 230.000 hectáreas, es el mayor parque del estado. Como el parque representa un área significativa y debido a su importancia para la preservación de la fauna y de la flora, está incluso en el Programa Nacional del Medio Ambiente (PNMA II), del IBAMA, que pretende la realización de su plan de manejo.
- Datos: Q3083490
- Multimedia: Parque Estadual do Araguaia / Q3083490